# Razón poética
El concepto de razón poética es un aporte teórico de la filósofa malagueña María Zambrano (1905-1991) como un método de conocimiento que dista de la razón discursiva dominante en el discurso filosófico de Occidente. La razón poética constituye un nuevo método cognoscitivo que deseaba lograr un saber unificado que abrazase distintos saberes y que aprendiese, bajo el signo de una razón nueva y creadora, tanto las dimensiones racionales como las irracionales de la existencia. Lo que intenta esta nueva razón madreada  con la razón vital y mediadora es dar voz a lo real, a lo que transciende al concepto y a lo que no puede ser integrado completamente en él. Se trata, con esta nueva razón, de transitar los niveles más subterráneos de la existencia. Según menciona Mercedes Gómez Blesa, Zambrano observa que la tarea de la filosofía consiste en remontarse y mostrar aquello que la razón discursiva imperante en Occidente dejó atrás, esto es, la pérdida del contacto con la realidad, dejando así al individuo en una situación de orfandad.

## Filosofía y poesía
En su obra Filosofía y poesía escrita en el año 1939, Zambrano caracterizará los métodos distintos que tienen la filosofía y la poesía de encarar la realidad y su necesidad mutua, que ya estaba presente en algunos de los filósofos presocráticos tales como Parménides, pero que fue escindida desde que Platón expulsase a los poetas de su República. La filosofía, para Zambrano, tiene que recuperar su dimensión poética, en tanto que «Poesía y razón se completan y requieren una a otra. La poesía vendría a ser el pensamiento supremo para captar la realidad íntima de cada cosa, la realidad fluyente, movediza, la radical heterogeneidad del ser».

## Claros del bosque
En el texto de Zambrano Claros del bosque, publicado por primera vez en 1977, se presenta este modo de filosofar. Este libro es considerado como fundacional en lo que se refiere al despliegue de la razón poética Pensar, para la filósofa, sería un «descifrar lo que se siente». En Claros del bosque se abandona el método del ensayo y la argumentación para adentrarse en un lenguaje poético y metafórico impregnado de imágenes que sacan a la luz la voz del alma así como los niveles de realidad que no se dejan traducir a concepto y que no son aprehensibles por él. El lenguaje poético es capaz de acceder a sustratos de la realidad, que la razón, con su lenguaje, no puede captar.[cita requerida]

## Últimos textos
En los últimos textos de la filósofa malagueña hay una preocupación por acceder a la palabra originaria, pues esta constituye «la cifra del orden y conexión en el que todo se nos da» con el fin de otorgar al hombre una nueva experiencia de la realidad. Esta nueva forma de pensar, como expresa Zambrano en su obra El hombre y lo divino, publicada en el año 1955, se ha relacionado con la mística en tanto que busca una experiencia que nombre aquello inefable, aquello que escapa a los límites de lo racional, aquello que incluso sobrepase a lo natural. Según la investigadora y doctora en filosofía, Ana Bundgard «Zambrano se aparta de la filosofía como sistema conceptual para aproximarse a un pensamiento místico trasunto de una experiencia interior abisal. De ahí que el suyo sea un texto simbólico, enigmático y paradójico que oblicuamente se refiere a aquello que se escapa a la aprehensión de una razón discursiva». Zambrano nos dice en Pensamiento y poesía en la vida española que «el conocimiento poético se logra por un esfuerzo al que sale a mitad de camino una desconocida presencia. A mitad de camino porque el afán que busca esa presencia jamás se encontró en soledad, en esa soledad angustiada de quien ambiciosamente se separó de la realidad. A ese difícilmente la realidad volverá a entregársele. Pero, a quien renunció a toda vanidad y no se ahincó soberbiamente en llegar a poseer por fuerza lo que es inagotable, la realidad le sale al encuentro y su verdad no será nunca verdad conquistada, verdad raptada, violada: no es alezeia sino revelación graciosa y gratuita: razón poética». Se trata de una actitud de espera que aguarda, a través de una razón que opera según el dinamismo de la poesía y la manera en que esta tiene de intervenir en la realidad, la llegada de una existencia que se muestre plena y que no esté desconectada de nuestro sentir.

## Influencia de Heidegger
Se ha dicho en numerosos ensayos que esta nueva razón que propone Zambrano está influenciada por el pensamiento del segundo Heidegger por la Kehre o giro lingüístico donde se emparenta al ser con el lenguaje. Sólo la poesía, que es la esencia del lenguaje, puede preparar adecuadamente el advenimiento del ser. Zambrano hace claras menciones sobre Heidegger en diversos ensayos como Antonio Machado y Unamuno, precursores de Heidegger o La destrucción de la filosofía en Nietzsche que constituye un capítulo de su libro Hacia un saber sobre el alma, publicado en Buenos Aires alrededor de 1950. La tarea del poeta, que trae una palabra que escapa a las relaciones existentes, puede abrir el lugar del ser que se corresponde con lo sagrado. De esta manera Zambrano, dispone con su lenguaje poético, el contacto con aquella realidad que le fue negada al individuo por el distanciamiento que el logos discursivo provocó en él, arrancándolo de un sentir originario relacionado con la vida desprovista de calificativos. Se trata, para la autora, de acceder a un tiempo primigenio donde se rescate «a la verdad de la muchedumbre de las razones». Este conocimiento «pide que la razón se haga poética sin dejar de ser razón, que acoja al “sentir originario” sin coacción, libre casi naturalmente, como una fysis devuelta a su original condición». Según Chantal Maillard, poeta y filósofa, «la razón-poética es para ello un modo de estar en la vida comprendiéndola; es una actitud admirativa. […] Es un estar presente en la realidad que nos rodea en el momento preciso en que esta pasa a traducirse».
BIBLIOGRAFÍA
Citada:
- Bundgaard, Ana, Más allá de la filosofía. Sobre el pensamiento filosófico-místico de María Zambrano, Madrid, Trotta, 2000.
- Blesa Gómez, Mercedes y Ma. Fernanda Santiago Bolaños, María Zambrano: El canto del laberinto, Diputación provincial de Segovia.
- Maillard, Chantal, La creación por la metáfora introducción a la razón-poética. Introducción a la razón-poética, Barcelona, Anthropos, 1992.
- Zambrano, Maria, Caminos de bosque, Madrid, Cátedra, 2011.
- Zambrano, Maria, De la aurora, Madrid, Alción.
- Zambrano, María, Pensamiento y poesía en la vida española, http://www.cervantesvirtual.com/obra-visor/pensamiento-y-poesia-en-la-vida-espanola--0/html/ff16a76e-82b1-11df-acc7-002185ce6064_2.html
- Revilla Guzmán, Carmen, Entre el alba y la aurora. Sobre la filosofía de María Zambrano, Barcelona, Icaria.

No citada:
Barco Rocha, Teresa, María Zambrano: la razón poética o la filosofía, Madrid, Tecnos, 1997.
Cambres Gómez, Gregorio, La aurora de la razón poética, Málaga, Editorial Ágora.
Revilla Guzmán, Carmen, Claves de la razón poética, Editorial Trotta, Madrid, 1998.
Sanz Moreno, Jesús, El logos oscuro: tragedia, mística y filosofía en María Zambrano. El eje de el hombre y lo divino, los inéditos y los restos de un naufragio, volumen IV, Editorial Verbum, Madrid, 2008.
Zambrano, María, Filosofía y poesía, México, Fondo de cultura económica, 1996.